# Bernhard Droog
Bernhard Justus Droog (Keulen, 5 januari 1921 – Ede, 22 december 2009) was een Nederlandse acteur die in meer dan 130 toneelstukken speelde, en in (voor zover bekend) twintig Nederlandse speelfilms. Daarnaast was hij hoorspelacteur.

## Levensloop
Droog werd in Duitsland geboren, als kind van een Duitse moeder en een Nederlandse vader die daar meededen in semi-beroepsoperettes. In 1936 ontvluchtte het gezin Keulen voor de nazi's om naar Haarlem te verhuizen. Droog ging daar als laborant werken bij een chemisch laboratorium. Daarna verhuisde de familie naar Den Haag waar Droog hetzelfde werk deed. 
Oorspronkelijk ging hij daarna zang studeren om eventueel bij een operagezelschap te komen. Hij debuteerde in 1941 bij de operette. Acteren speelt daar ook een belangrijke rol en dat maakte grote indruk op hem. Droog besloot zich geheel aan het acteren te wijden. Dat gebeurde pas na de oorlog, die hij voor een deel in kampen had moeten doorbrengen, nadat hij wegens verzetsactiviteiten was opgepakt.
In 1945 kwam hij eerst terecht bij het gezelschap van Pierre Balledux, een gezelschap dat in de provincie optrad. Hij speelde daar ongeveer 300 keer in Oranje Hotel, een stuk van Eduard Veterman. In 1952 kwam Droog terecht bij de Haagse Comedie en begon daar met een rol in Trijntje Cornelis. Daarna zou hij ook spelen in de toneelgezelschappen Toneelgroep Theater, Nieuw Rotterdams Toneel, Speelgroep Phoenix, Zuid Nederlands Toneel, De Witte Vogel, en Haarlems Toneel.
Van 1959 tot 1987 was Droog docent aan de Arnhemse Toneelschool. Hij werd in 1970 Ridder in de orde van Oranje Nassau en kreeg in 1975 de Zilveren penning van de gemeente Arnhem.
Droog was gehuwd met Cornelia Maria Robert, met wie hij drie zonen kreeg. Hij overleed op 88-jarige leeftijd in Ede aan een zware longontsteking.

## Theaterrollen
| - okt-1945 – Kinderen van ons volk - dec-1945 – Oranje Hotel - mrt-1946 – Joseph in Dothan - jul-1946 – Rond een half millioen - sep-1946 – Herberg de Vier Winden - okt-1946 – Terwijl de zon schijnt - jan-1947 – De Spookrots - jul-1947 – De kringloop der belangen - sep-1947 – Het lied van Bernadette - jan-1948 – De Boerenpsalm - apr-1948 – De man van het Ministerie - apr-1948 – De Barbier van Sevilla - sep-1948 – De Zware ridder van Rhijnlandt - feb-1949 – Mijn neef Buonaparte - jul-1949 – De getemde Feeks - sep-1949 – De Kardinaal - jan-1950 – Rumoer rond de Bruid - apr-1951 – Ik ben Keinak - mei-1951 – Joseph in Dothan - jul-1951 – Herodias - feb-1952 – De reiziger van Forceloup - mei-1952 – Het wonderpaard van Marjolijntje - sep-1952 – Trijntje Cornelis - nov-1952 – Stalag 17 - jan-1953 – Androcles en de leeuw - feb-1953 – Het heilige experiment - mrt-1953 – Goejanverwellesluis - apr-1953 – Colombe - sep-1953 – De onzichtbare dame - okt-1953 – Paard eet hoed - nov-1953 – Marie Blanche - jan-1954 – Don Camillo en de kleine wereld - jun-1954 – Een zomer smeult tot as - sep-1954 – Peer Gynt - okt-1954 – Sabrina - jan-1955 – Een man genaamd Judas - mrt-1955 – Wachten op Godot - apr-1955 – Twee flierefluiters in het Paradijs - jun-1955 – Herodes - sep-1955 – Bushalte - jan-1956 – De dochter van de Bronnenmaker - apr-1956 – Deirdre en de zonen van Usna - jul-1956 – Mariken van Nieumeghen - sep-1956 – In de laatste minuut - nov-1956 – Het dagboek van Anne Frank - mrt-1957 – Pygmalion - jun-1957 – Een midzomernachtdroom - sep-1957 – Mijnheer Puntila en zijn knecht Matti - nov-1957 - Omzien in wrok - mrt-1958 – Ines de Castro - jun-1958 – De Storm - nov-1958 – De laatste verlofganger - dec-1958 – De ijsman komt - mrt-1959 – Het donker boven aan de trap - sep-1959 – Mama San - nov-1959 – Eerst geen duit en plots een daalder - jan-1960 – De zomer van de zeventiende pop - mei-1960 – Onbezoldigd moordenaar - nov-1960 – De Duivel en God - jan-1961 – Lijmen - jun-1961 – De Kaukasische krijtkring - nov-1961 – De weerstaanbare opkomst van Arturo Ui - jan-1962 – De Bruiloft - apr-1962 – Voor de grote muur - sep-1962 – Een bitteruurtje - nov-1962 – Hughie - jan-1963 – Kimbelijn - mrt-1963 – Niemand van ons - apr-1963 – De Revisor | - jun-1963 – De uitkomst - sep-1963 – Luitenant Tenant - okt-1963 – Terug naar Warschau - jan-1964 – Claudius - mrt-1964 – Mensen van nu - sep-1964 – Sprookjes uit New York - nov-1964 – Eva Bonheu - jan-1965 – De avonturen van de brave soldaat Svejk - sep-1965 – George Dandin - nov-1965 – Drie hoge hoeden - mrt-1966 – De kamer - jun-1966 – De pelikaan - sep-1966 – Spoken - nov-1966 – Saint Joan - jan-1967 – Trommelen in de nacht - mei-1967 – Het kroondomein - sep-1967 – Krapps laatste band - nov-1967 – Een maan voor de misdeelden - mrt-1968 – De goede mens van Sezuan (Der gute Mensch von Sezuan) - sep-1968 – Beschuit met muisjes - jan-1969 – Eris - jan-1969 – Ruzzante zwaait af - apr-1969 – Herdruk - nov-1969 – Kaspar - jan-1970 – Oom Wanja - mrt-1970 – De kaukasische krijtkring - nov-1970 – Het Proces - mrt-1971 – Onder het Melkwoud - sep-1971 – Testament van de hond - nov-1971 – Een rit over het Bodenmeer - mrt-1972 – De brave soldaat Svejk - mrt-1973 – Moeder Courage en haar kinderen - sep-1973 – De Meeuw - jan-1974 – De gebroken kruik - mrt-1974 – Uitkomst - jan-1975 – Wat een gekke man… en z’n vrouw dan? - sep-1975 – Geloof, liefde, hoop - nov-1975 – De andere dodendans - mrt-1976 – De thuiskomst - jun-1976 – Een grappige oude man - sep-1976 – Brand - jan-1977 – Naar het u lijkt - mrt-1977 – In wankel evenwicht - sep-1977 – De Vader - mrt-1978 – De parvenu of de burger-edelman - jan-1979 – De Kapitein van Köpenick - mrt-1979 – Bouwmeester Solness - sep-1979 – De Wisselwachters - mrt-1980 – De nachtegaal zong - sep-1980 – Schakels - jan-1981 – Pygmalion - sep-1981 – De opgaande zon - dec-1981 – Ver van Hagondange - mei-1982 – Het nieuwe proces - sep-1982 – Dood van een Handelsreiziger - mrt-1983 – Een sneeuw - mei-1983 – Krap’s laatste band - okt-1983 – De Bontjas - dec-1983 – Gelukkige dagen - sep-1984 – Molière of het verbond van de schijnheiligen - dec-1984 – De koning en de koningin van Napels - mrt-1985 – Verloren erf - mei-1987 – Nathan de Wijze - sep-1988 – Mooi weer vandaag - sep-1991 – Schuld en Boete - sep-1992 – De Brizmilah - okt-1993 – Kean - feb-1994 – De Brizmilah |

## Filmrollen
- Rechter Thomas (1953), regie Walter Smith
- Ciske de Rat (1955), regie Wolfgang Staudte - leraar
- De vliegende Hollander (1957), regie Gerard Rutten
- Kleren maken de man (1957), regie Georg Jacoby
- Fanfare (1958), regie Bert Haanstra - Krijns
- Dorp aan de rivier (1958), regie Fons Rademakers - Cis den Dove
- De zaak M.P. (1960), regie Bert Haanstra - Jef
- De laatste passagier (1961), regie Jef van der Heyden - Maartjes vader
- Kermis in de regen (1962), regie Kees Brusse - Eigenaar gestolen auto
- De overval (1962), regie Paul Rotha - Jellema
- Fietsen naar de maan (1963), regie Jef van der Heyden - Politieagent Henk Egmond
- Spuit elf (1964), regie Paul Cammermans - pastoor
- De worstelaar (1970), regie Paul Verhoeven - vader
- Wat zien ik!? (1971), regie Paul Verhoeven - Bob de Vries
- Pastorale 1943 (1978), regie Wim Verstappen - Poerstamper
- Kort Amerikaans (1979), regie Guido Pieters - Van Grouw
- Een pak slaag (1979), regie Bert Haanstra - Vrijst
- De ratelrat (1987), regie Wim Verstappen - Commissaris
- Karakter (1997), regie Mike van Diem - Stroomkoning

## Televisierollen
- Jane Eyre (televisiefilm,1958) – St. John Rivers
- John Ferguson (televisiefilm, 1960) – Jimmy Caesar
- Lijmen (televisiefilm, 1962) – Laarmans
- De vuurtorenwachter (televisiefilm, 1962) – Briggs
- Majoor Barbara (televisiefilm, 1964) – Billy Walk
- Een ver land (televisiefilm, 1966)
- Kleine muizen (televisiefilm, 1966)
- De Mikado (televisiefilm, 1967) – Mikado
- Maigret (1 aflevering, 1968)
- Centraal Station (1 aflevering) – Alex van Gelder
- Opgeruimd staat netjes (televisiefilm, 1975)
- L'homme d'Amsterdam (1 aflevering, 1976)
- MS Franziska (Duitse televisieserie, 1 aflevering, 1978)
- Het beste deel (televisiefilm, 1978)
- Ons goed recht (2 afleveringen, 1979) – Meneer Waterson
- Erik of het klein insectenboek (televisieserie, 1979)
- De wonderbare genezing van Ebenezer Scrooge (televisiefilm, 1979) – Thomas Marley
- De verjaring (televisiefilm, 1980) – Guus
- De zesde klas (miniserie, 1981)
- De weg naar Péruwelz (miniserie, 1983)
- Schakels (televisiefilm, 1983)
- Een sneeuw (televisiefilm, 1985) – Panda
- Jacht op het verleden (televisiefilm, 1985)
- Schande - (televisiefilm , 1987) – Hoteleigenaar Meyling
- Moordspel (1 aflevering, 1987) – Lodewijk Lietaard
- Mijn idee: Bejaarde vrijheidsstrijders (televisiefilm, 1988) – Opa
- Het Twentsch paradijs (televisiefilm, 1988)
- Rust Roest (1989) - Jacques le Blanc/Jaap de Wit
- De wandelaar (televisiefilm, 1989)
- Moffengriet – Liebe tut, was sie will (televisiefilm, 1990) – Vader de Jong
- Medisch Centrum West (televisieserie, 1 aflevering, – De vergissing 1990)
- Oog in oog (1 aflevering, – De Brizmilah 1991) – Ralph Zwanenburg
- 12 steden, 13 ongelukken – Fred (1 aflevering, 1991)
- De Dageraad (1991) – Gejo (Gerard) Maasland
- Suite 215 (televisieserie, 1 aflevering, 1992) – Eddy
- Pleidooi, (televisieserie, seizoen 3 afl 2, 1994)
- Eindeloos leven: Oude Botten breken niet (1995) – Snaas

- International Standard Name Identifier: 0000 0000 7122 2533
- Library of Congress Control Number: no2009149951
- Nederlandse Thesaurus van Auteursnamen: 074161369
- Virtual International Authority File: 100812854
- WorldCat: E39PBJtCxBFvvQVC6cjmC7RkDq